# Ladignac-sur-Rondelles
 Ladignac-sur-Rondelles  là một xã thuộc tỉnh Corrèze trong vùng Nouvelle-Aquitaine miền trung Pháp.